# Tomasz Wełna
Tomasz Wełna (ur. 27 stycznia 1991 w Ciechanowie) – polski piłkarz występujący na pozycji obrońcy, od 2025 w klubie Mazovia Mińsk Mazowiecki.

## Życiorys
Wychowanek Nadnarwianki Pułtusk, w 2006 roku został juniorem Polonii Warszawa. W 2009 roku został wcielony do drużyny Młodej Ekstraklasy Polonii. Ogółem w Młodej Ekstraklasie wystąpił w 43 meczach, w których zdobył trzy gole. W sezonie 2011/2012 grał na wypożyczeniu w Dolcanie Ząbki. Po powrocie do Polonii zadebiutował w ekstraklasie, co miało miejsce 13 kwietnia 2013 roku w zremisowanym 2:2 spotkaniu ze Śląskiem Wrocław. Ogółem zagrał w tamtym sezonie w trzech meczach ekstraklasy. Po zakończeniu sezonu przeszedł do Cracovii, gdzie wystąpił jedynie w przegranym 0:1 meczu ze Stalą Stalowa Wola w ramach Pucharu Polski. Na początku 2014 roku został wypożyczony do Puszcza Niepołomice, a po półroczu na zasadzie transferu definitywnego przeszedł do Stomilu Olsztyn. W sezonie 2016/2017 grał w cypryjskim Arisie Limassol. W Protathlima A’ Kategorias zadebiutował 16 grudnia w przegranym 1:4 spotkaniu z Apollonem Limassol. Ogółem wystąpił w 14 meczach ligowych, zdobywając bramkę z Karmiotisą. Po powrocie do Polski został zawodnikiem Olimpii Grudziądz, z którą spadł do II ligi, a pod koniec sierpnia 2018 roku przeszedł do Widzewa Łódź. W sezonie 2019/2020 występował w Pogoni Siedlce. W 2020 roku został piłkarzem Polonii Warszawa. W sezonie 2021/2022 awansował z tym klubem do II ligi.

## Statystyki ligowe
Aktualne na 3 stycznia 2024:
| Sezon         | Klub                | Liga                      | Mecze | Gole |
| ------------- | ------------------- | ------------------------- | ----- | ---- |
| 2010/2011     | Polonia Warszawa    | Ekstraklasa               | 0     | 0    |
| 2011/2012     | Dolcan Ząbki        | I liga                    | 12    | 0    |
| 2012/2013     | Polonia Warszawa    | Ekstraklasa               | 3     | 0    |
| 2013/2014 (j) | Cracovia            | Ekstraklasa               | 0     | 0    |
| 2013/2014 (w) | Puszcza Niepołomice | I liga                    | 14    | 0    |
| 2014/2015     | Stomil Olsztyn      | I liga                    | 25    | 2    |
| 2015/2016     | Stomil Olsztyn      | I liga                    | 19    | 1    |
| 2016/2017     | Aris Limassol       | Protathlima A’ Kategorias | 14    | 1    |
| 2017/2018     | Olimpia Grudziądz   | I liga                    | 31    | 0    |
| 2018/2019 (j) | Olimpia Grudziądz   | II liga                   | 5     | 0    |
| 2018/2019     | Widzew Łódź         | II liga                   | 15    | 0    |
| 2019/2020     | Pogoń Siedlce       | II liga                   | 15    | 1    |
| 2020/2021     | Polonia Warszawa    | III liga                  | 31    | 3    |
| 2021/2022     | Polonia Warszawa    | III liga                  | 33    | 1    |
| 2022/2023     | Polonia Warszawa    | II liga                   | 18    | 0    |
| 2023/2024     | Polonia Warszawa    | I liga                    | 5     | 0    |
| 2023/2024     | Kotwica Kołobrzeg   | II liga                   | 0     | 0    |